# Бак, Оскар
Оскар Бак (нем. Oskar Back; 9 июня 1879, Вена — 3 января 1963, Андерлехт) — австрийско-нидерландский скрипач.

## Биография
Учился в Венской академии музыки у Якоба Грюна, затем с 1898 года — в Брюссельской консерватории у Эжена Изаи и Сезара Томсона. Дальнейшая жизнь и деятельность Бака были, в основном, связаны с Бельгией и Нидерландами, в 1935 году он получил нидерландское гражданство. 
С 1921 года он преподавал в Амстердамской, с 1933 — в Роттердамской консерватории. Среди его учеников, в частности, Давина ван Вели и Эмми Верхей.
С 1969 года по инициативе ещё одного ученика Бака, Тео Олофа, Министерством культуры Нидерландов каждые два года проводится национальный конкурс скрипачей имени Оскара Бака.